# Canton de Londinières
Le canton de Londinières est une ancienne division administrative française située dans le département de la Seine-Maritime et la région Haute-Normandie.

## Géographie
Ce canton était organisé autour de Londinières dans l'arrondissement de Dieppe. Son altitude variait de 40 m (Osmoy-Saint-Valery) à 224 m (Clais) pour une altitude moyenne de 116 m.

## Histoire
- De 1833 à 1848, les cantons de Neufchâtel et de Londinières avaient le même conseiller général. Le nombre de conseillers généraux était limité à 30 par département[1].

## Représentation

### Conseillers généraux de 1833 à 2015
| Période | Période      | Identité                                    | Étiquette                  | Qualité                                                                                  |
| ------- | ------------ | ------------------------------------------- | -------------------------- | ---------------------------------------------------------------------------------------- |
| 1833    | 1848         | Joseph Denoyelle (1792-1879)                | Libéral                    | Avocat, Maire de Neufchâtel-en-Bray (1830-1848)                                          |
| 1848    | 1852         | Henri Louis Martin de Villers               | Droite Légitimiste         | Propriétaire à Villers-sous-Foucarmont Représentant du peuple (1824-1827, 1849-1851)     |
| 1852    | 1876 (décès) | François de Croutelle de Lignemare          |                            | Rentier, propriétaire du château Maire de Smermesnil                                     |
| 1876    | 1886         | Amédée Aroux                                |                            | Propriétaire à Bailleul-Neuville, conseiller d'arrondissement                            |
| 1886    | 1910 (décès) | Vicomte Léon de Janzé (1848-1910)           | Conservateur               | Propriétaire Maire de Saint-Pierre-des-Jonquières                                        |
| 1911    | 1929 (décès) | Jules Simon (1864-1929)                     | Act.lib.                   | Maire de Bures-en-Bray, conseiller d'arrondissement                                      |
| 1929    | 1929 (décès) | M. Leroux                                   | Républicain indépendant    |                                                                                          |
| 1929    | 1940         | Vicomte Gabriel de Chézelles                | URD                        | Maire de Grandcourt (1936-?)                                                             |
| 1945    | 1958         | Gaston Découvert                            | Rad.ind. puis RPF puis DVD | Administrateur de la Caisse d'Epargne de Londinières, ancien conseiller d'arrondissement |
| 1958    | 1960 (décès) | Jean Simon (1909-1960, fils de Jules Simon) | DVD                        | Maire de Bures-en-Bray                                                                   |
| 1960    | 1973 (décès) | Paul Godouet (1910-1973)                    | DVD puis UDR               | Maire de Londinières, ancien résistant                                                   |
| 1973    | 1992         | Jean-Pierre Dancourt                        | DVD                        | Vétérinaire et maire de Londinières (1978-1995)                                          |
| 1992-   | 2015         | Michel Fouquet                              | DVG                        | Maire de Fresnoy-Folny Vice-Président du Conseil Général                                 |

### Conseillers d'arrondissement (de 1833 à 1940)
| Période                                  | Période      | Identité                            | Étiquette    | Qualité |
| ---------------------------------------- | ------------ | ----------------------------------- | ------------ | --- |
| 1833                                     | 1848         | M. Tabur                            |              | Notaire à Neufchâtel-en-Bray                                                                                |
| 1848                                     | ?            | Edmond de Milleville                |              | Commandant de la Garde nationale, propriétaire à Boissay-sur-Eaulne                                         |
| ?                                        | 1868 (décès) | Paul Havet                          |              | Juge de paix à Londinières                                                                                  |
| 1868                                     | 1876         | Amédée Aroux                        |              | Propriétaire à Bailleul-Neuville                                                                            |
| 1876                                     | 1895         | Léopold Simon                       | Monarchiste  | Propriétaire à Bures                                                                                        |
| 1895                                     | 1911         | Jules Simon                         | Libéral      | Propriétaire, maire de Bures-en-Bray                                                                        |
| 1911                                     | 1925         | Gustave Dupuis                      | Rad. puis RG | Meunier à Londinières                                                                                       |
| 1925                                     | 1933 (décès) | Comte Frédéric de Janzé             | RG           | Maire de Saint-Pierre-des-Jonquières                                                                        |
| 1933                                     | 1937         | Henri de Janzé (frère du précédent) | URD          | Propriétaire à Saint-Pierre-des-Jonquières                                                                  |
| 1937                                     | 1940         | Gaston Découvert                    | Républicain  | Maire de Londinières                                                                                        |
| 1940                                     |              |                                     |              | Les conseils d'arrondissement ont été suspendus par la loi du 12 octobre 1940 et n'ont jamais été réactivés |
| Les données manquantes sont à compléter. |              |                                     |              | |

## Composition
Le canton de Londinières regroupait 16 communes et comptait 5 137 habitants (recensement de 2006 sans doubles comptes).
| Communes                    | Population (2012) | Code postal | Code Insee |
| --------------------------- | ----------------- | ----------- | ---------- |
| Bailleul-Neuville           | 178               | 76660       | 76052      |
| Baillolet                   | 112               | 76660       | 76053      |
| Bures-en-Bray               | 330               | 76660       | 76148      |
| Clais                       | 226               | 76660       | 76175      |
| Croixdalle                  | 224               | 76660       | 76202      |
| Fréauville                  | 134               | 76660       | 76280      |
| Fresnoy-Folny               | 710               | 76660       | 76286      |
| Grandcourt                  | 362               | 76660       | 76320      |
| Londinières                 | 1 310             | 76660       | 76392      |
| Osmoy-Saint-Valery          | 333               | 76660       | 76487      |
| Preuseville                 | 127               | 76660       | 76511      |
| Puisenval                   | 30                | 76660       | 76512      |
| Saint-Pierre-des-Jonquières | 107               | 76660       | 76635      |
| Sainte-Agathe-d'Aliermont   | 323               | 76660       | 76553      |
| Smermesnil                  | 418               | 76660       | 76677      |
| Wanchy-Capval               | 341               | 76660       | 76749      |

## Démographie
| 1962  | 1968  | 1975  | 1982  | 1990  | 1999  | 2006  | 2009  |
| ----- | ----- | ----- | ----- | ----- | ----- | ----- | ----- |
| 5 485 | 5 913 | 5 425 | 5 014 | 4 747 | 4 726 | 5 137 | 5 130 |

| 2011  | 2012  | 2013  | 2014  | 2020  | - | - | - |
| ----- | ----- | ----- | ----- | ----- | - | - | - |
| 5 235 | 5 251 | 5 303 | 5 265 | 5 195 | - | - | - |